# جورج أفيس فالشر
جورج أفيس فالشر (بالإنجليزية: George Avis Fulcher)‏ هو كاهن كاثوليكي أمريكي، ولد في 30 يناير 1922 في كولومبوس في الولايات المتحدة، وتوفي في 25 يناير 1984.